# Pimpinella anagodendron
Pimpinella anagodendron är en flockblommig växtart som beskrevs av Carl August Bolle. Pimpinella anagodendron ingår i släktet bockrötter, och familjen flockblommiga växter. Inga underarter finns listade i Catalogue of Life.